# Bandera de Sant Feliu de Guíxols
La bandera oficial de Sant Feliu de Guíxols (Baix Empordà) té el següent blasonament:
Bandera apaïsada de proporcions dos d'alt per tres de llarg, blanca, vermella i groga, dividida verticalment en parts igualment proporcionals.
Recull els colors presents a l'escut, format per la representació del comte-rei, la ciutat de Girona i el monestir de Sant Feliu.
Va ser aprovada el 29 d'abril de 1992 i publicada en el DOGC el 15 de maig del mateix any amb el número 1594.